# DeSoto Deluxe
DeSoto Deluxe – samochód osobowy klasy wyższej produkowany pod amerykańską marką DeSoto w latach 1946–1952.

## Historia i opis modelu

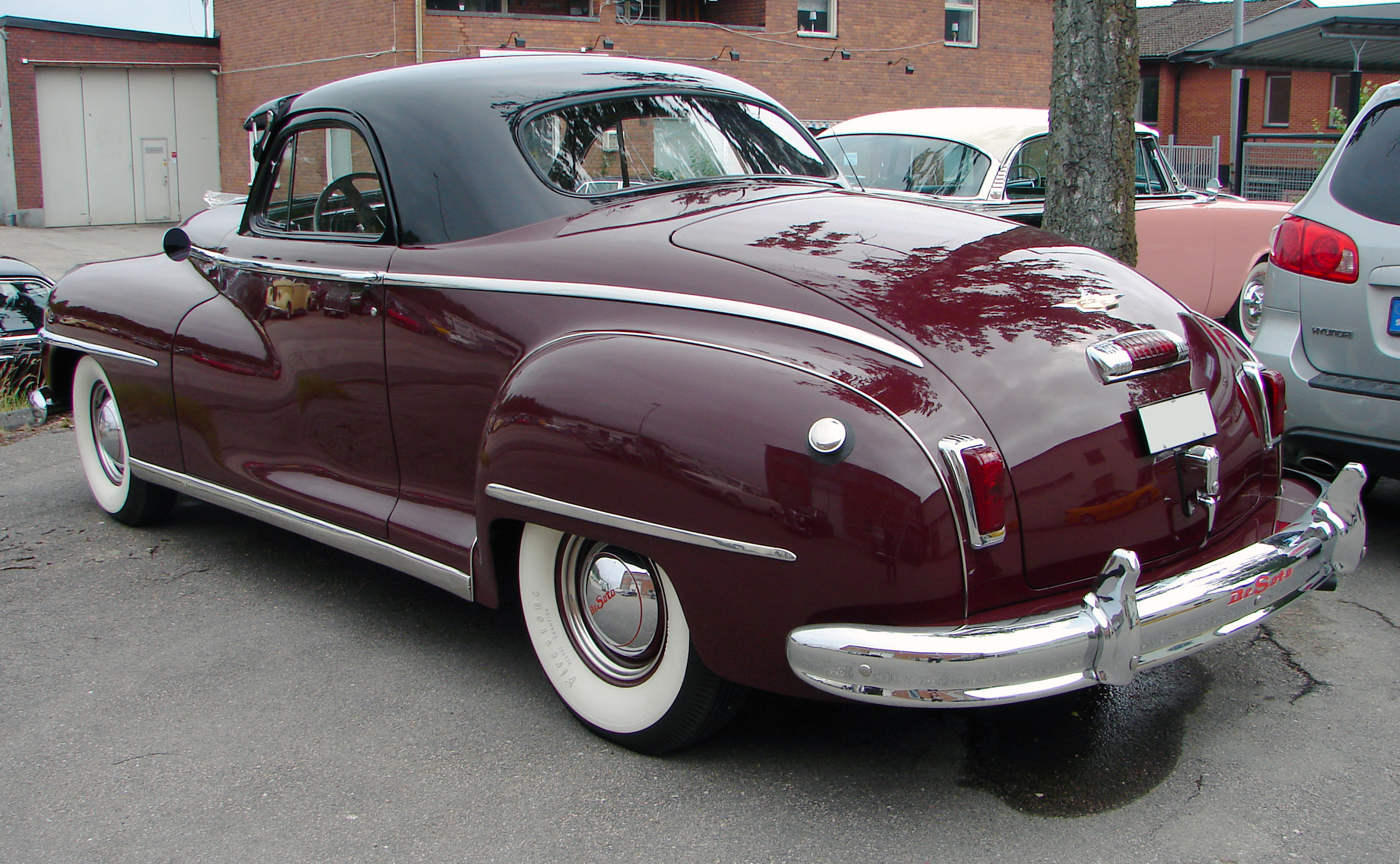
DeSoto Deluxe - tył

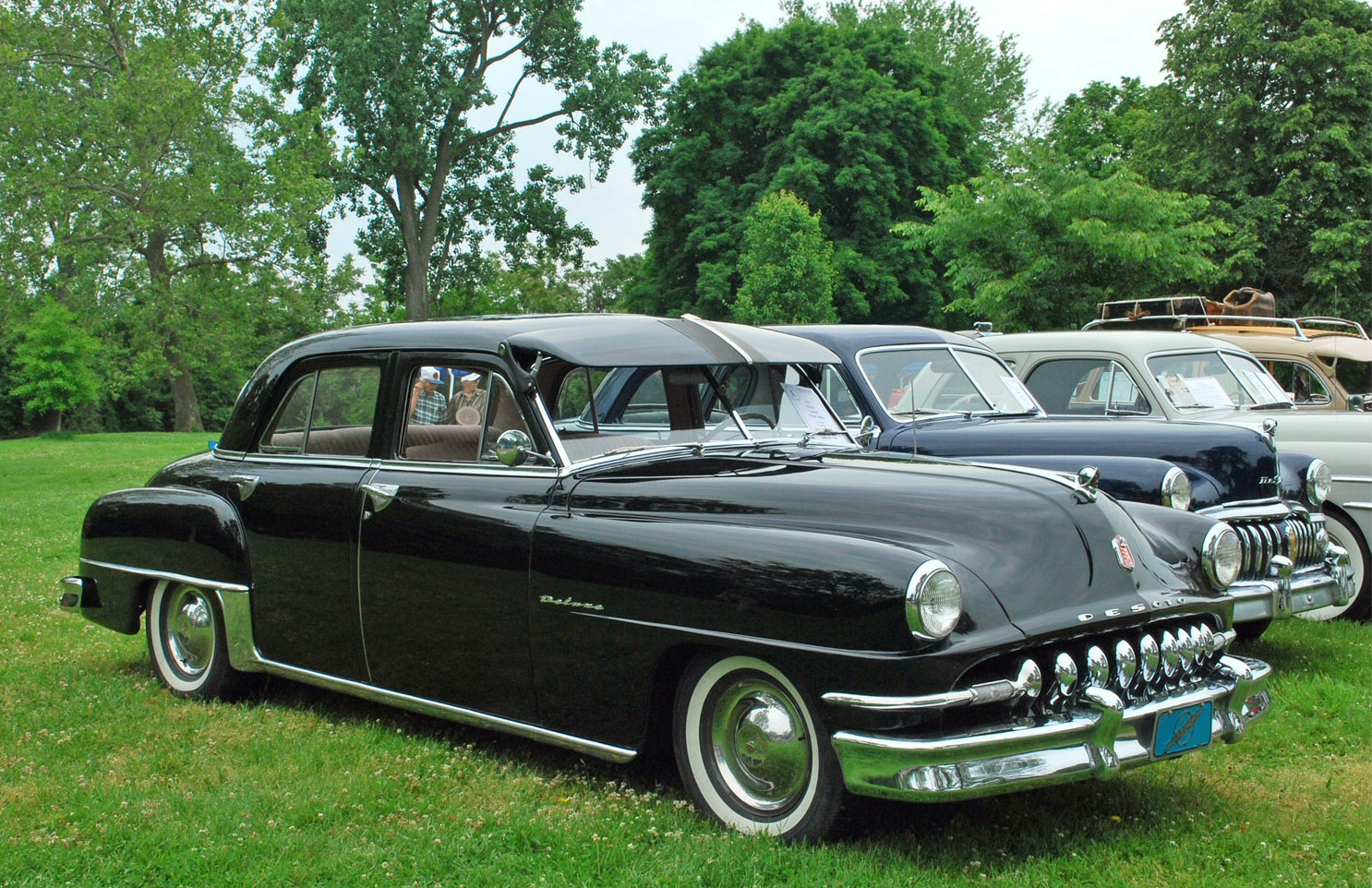
DeSoto Deluxe Sedan po liftingu

Podobnie jak droższy Custom, produkowany w kilku wersjach nadwoziowych w tym przedłużonych sedanów Suburban, najlepiej sprzedawał się jednak jako tradycyjny sedan dwu i czterodrzwiowy. Wyposażony był w ten sam pochodzący od Chryslera dolnozaworowy rzędowy silnik sześciocylindrowy o pojemności 236,7 cali sześciennych i mocy 109 KM (81 kW)przy 3600 obrotach/min.
W latach 1946–1948 i pierwszej połowie roku modelowego 1949 (w USA rok modelowy zaczynał się we wrześniu poprzedniego roku kalendarzowego) produkowano model Deluxe oparty na przedwojennym projekcie nadwozia. Później pojawiła się tak zwana Druga Seria roku modelowego 1949, będąca nowym projektem.
Gdy w roku 1950 DeSoto po raz pierwszy zaoferowało kombi dla indywidualnego klienta, nie wprowadzono tej wersji dla modelu Deluxe, rezerwując ją jedynie dla Custom, podobnie jak dwudrzwiowego hardtopa.

### Koniec produkcji
W roku 1953 zarówno Custom, jak i Deluxe zostały usunięte z oferty, a sześciocylindrowym samochodem DeSoto stał się Powermaster.

### Silnik
- L6 3.9l